# Asemonea trispila
Asemonea trispila là một loài nhện trong họ Salticidae.
Loài này thuộc chi Asemonea. Asemonea trispila được Guo Tang, Chang-Min Yin & Peng miêu tả năm 2006.